# 빌 초트

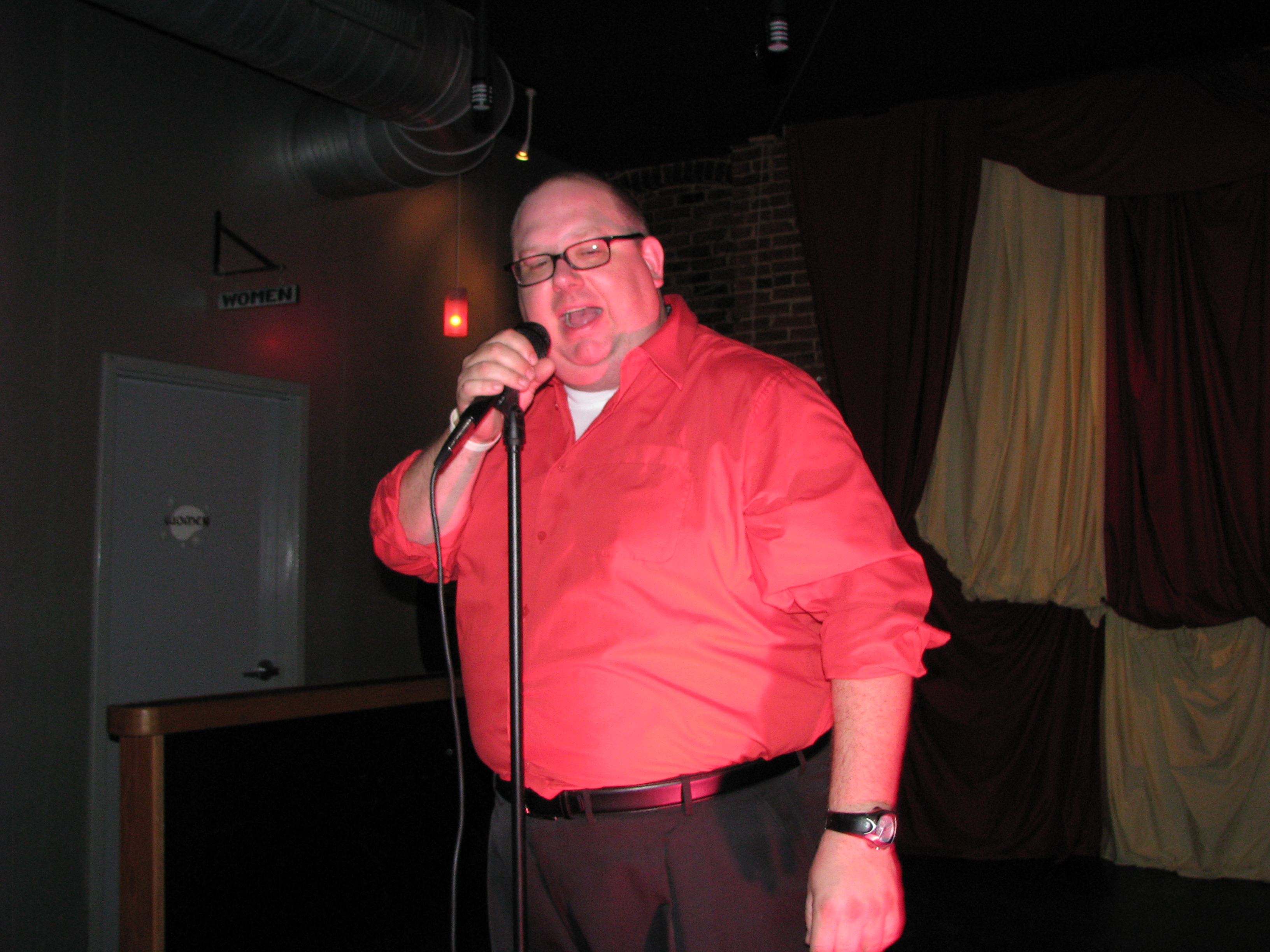

빌 콧(Bill Chott, 영어 발음: /kɒt/, 1969년 7월 23일 ~ )은 미국의 배우, 각본가이다.
세인트루이스에서 태어났다.

## 영화
- 눈의 여왕2: 트롤의 마법거울 (2014년)
- 산타포스 2: 산타펍스 (2012년)
- 럼 다이어리 (2011년) - 웨이버의 마법사 역
- 우리 가족 마법사 - 시리즈 (2007년)
- 무모한 도전 (2005년) - 토마스 역
- 블루 이구아나 (2000년)
- 내 차 봤냐? (2000년)
- 갤럭시 퀘스트 (1999년)
- 퍼펙트 파워 (1998년)